# Expo 58 (roman)
 (novembre 2015).
Si vous disposez d'ouvrages ou d'articles de référence ou si vous connaissez des sites web de qualité traitant du thème abordé ici, merci de compléter l'article en donnant les références utiles à sa vérifiabilité et en les liant à la section « Notes et références ».
Expo 58 est un roman de Jonathan Coe publié en 2013.

## Résumé
En 1958, Thomas Foley, jeune fonctionnaire du Bureau Central d'Information anglais, est envoyé en mission durant six mois à l'Exposition universelle de Bruxelles (dite « Expo 58 ») pour tenir le pub anglais, le Britannia. L'expérience s'annonce prometteuse, loin de la vie routinière qu'il mène dans la banlieue londonienne auprès de son épouse et de sa jeune fille: vie trépidante, rencontres amicales cosmopolites, aventures amoureuses... Foley s'y jette avec enthousiasme et naïveté. Mais l'univers éphémère de l'Expo 58 est également un théâtre d'ombres, où les enjeux géopolitiques mondiaux se reflètent dans la présence massive d'agents secrets issus des blocs de l'ouest et de l'est. Entamant avec enthousiasme plusieurs liaisons amoureuses malgré son mariage, Foley est ensuite pris dans une intrigue géopolitique qui le dépasse et dont il ne comprendra les enjeux que bien plus tard. Wayne et Radford, des services secrets anglais, le chargent en effet de séduire Emily Parker, jeune hôtesse américaine, éprise d'Andrey Chersky, agent du KGB. Croyant avoir échoué dans sa mission auprès d'Emily, Thomas rentre à Londres avec soulagement pour reprendre sa vie familiale. Revenu de tout son enthousiasme, conscient d'avoir été le jouet des grandes puissances jusque dans ses sentiments les plus intimes, Thomas Foley quitte son emploi et la banlieue londonienne pour Birmingham. Ce n'est qu'à ce moment que la révélation a lieu et qu'il apprend le rôle bien dérisoire qu'on lui a fait jouer. Le roman se termine par une scène de retrouvailles entre Thomas Foley et un personnage secondaire du roman, Clara, en 2009, ce qui est l'occasion d'une longue remémoration.

## Traduction française
- Expo 58, traduit de l'anglais par Josée Kamoun, Paris, Gallimard, coll. « Du monde entier », 336 pages, 2014,  (ISBN 978-2-070-14279-8) et coll. « Folio », 2015,  (ISBN 978-2-07-045510-2).